# Quinta da Boa Hora

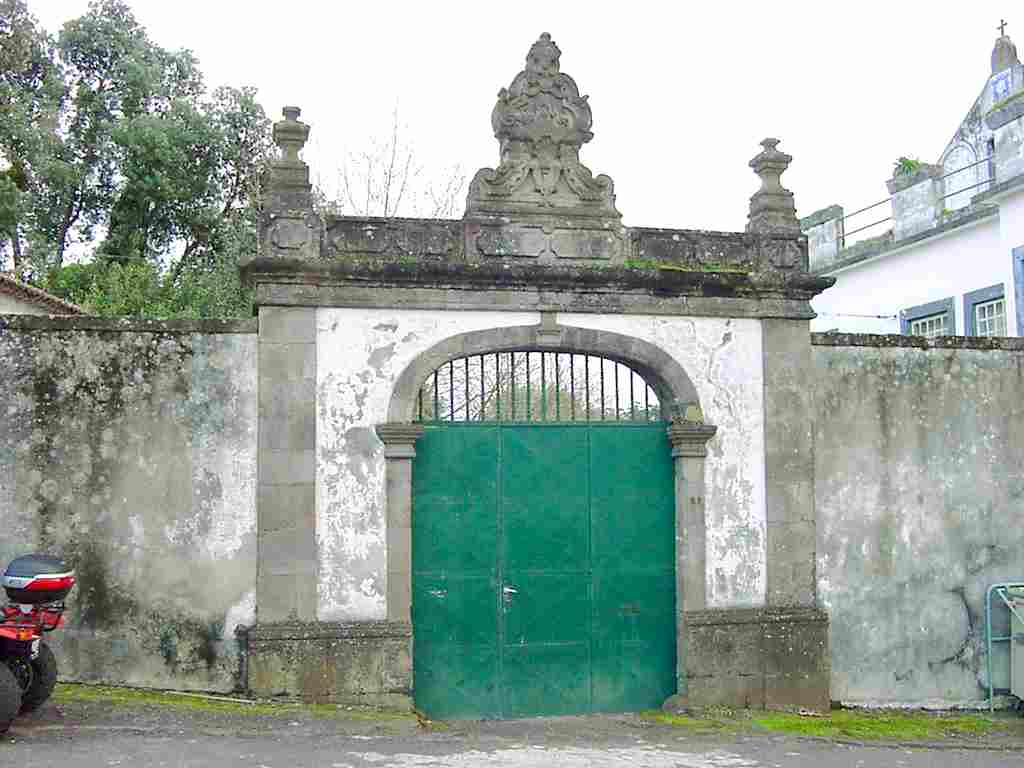
Portão.

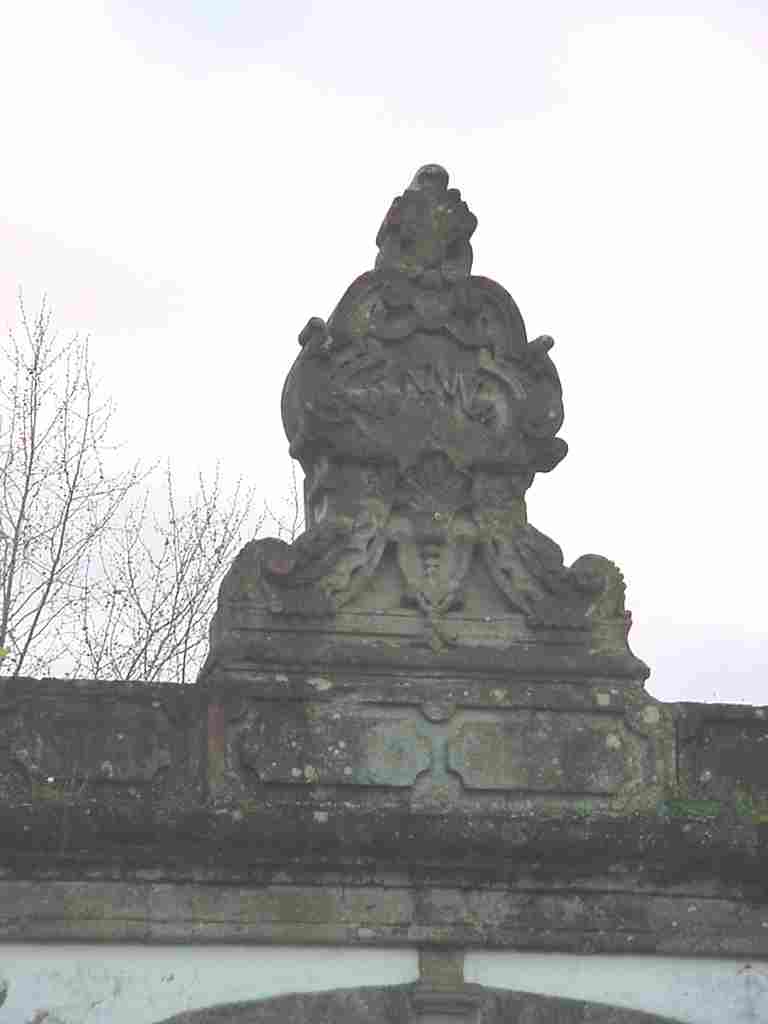
Pedra trabalhada sobre o portão.

A Quinta da Boa Hora é composta por uma propriedade agrícola e por um solar que foi pertença da família Barcelos. Localiza-se esta quinta na ilha açoriana da Terceira, concelho de Angra do Heroísmo, freguesia da Terra Chã.
Foi durante séculos residência da família Barcelos, tendo nele vivido Isidro Barcelos Bettencourt, político português, partidário do Partido Nacional Republicano em Angra do Heroísmo e funcionário do governo português..
O solar de que a quinta está dotada apresenta-se com apreciáveis dimensões. Tem um pátio voltado a nascente com jardim onde de destacam plantas exóticas de grande dimensão dada a sua avançada idade. É de mencionar também a capela.
Destaca-se este edifício pelo seu aspecto senhorial de austera fachada e pelo portão em cantaria trabalhada dotado de pináculos e encimado por um arremate igualmente em pedra trabalhada.